# Il Marescalco
Il Marescalco ist eine Komödie von Pietro Aretino in fünf Akten, die im Jahr 1533 abgefasst wurde. Der Titel der Komödie bezieht sich auf den Protagonisten, einen Höfling am Hof von Mantua, der die Funktion des marescalco (d. h. Marschall) innehat.

## Inhalt

### Zueignung
Pietro Aretino widmet Il Marescalco Argentina Rangona, eigentlich Argentina Pallavicino, Gemahlin des Guido Rangone, eines Edelmannes aus Mantua. Die Zueignung hat einen ironischen Unterton. Aretino stellt sich vor, ein um die Keuschheit seiner Tochter besorgter Vater zu sein. Allerdings handelt es sich bei seiner Tochter um die Komödie Il Marescalco. Obwohl er seine Tochter in aller Bescheidenheit großgezogen habe, sei diese nun mit allen bekannt. Da er seine „Tochter“ nicht ins Kloster schicken könne, vertraue er sie der für ihre Tugendhaftigkeit bekannten Argentina an. Diese solle dafür sorgen, dass Aretinos „Tochter“ bei der Aufführung der Geschichte des Marescalco nicht die Grenzen des guten Geschmacks überschreite. Anschließend kommt Aretino auf den Protagonisten der Komödie zu sprechen. Dem Marescalco hätten sich die Augen geöffnet, wenn er sich doch mit Argentinas Gemahl Guido Rangone beraten hätte. Er hätte unverzüglich eine Frau geehelicht. Damit spielt Aretino auf die Weigerung des Marescalco an, eine ihm vom Fürsten zur Seite gestellte Frau zu heiraten und zugleich auch auf die Homophilie des Marescalco, (aus katholischer Sicht) eine Untugend, der durch das Licht der göttlichen Vernunft beizukommen sei. Am Ende preist Aretino seine Komödie als eine Frau, die allen anderen an Liebreiz übertreffe, so wie Madonna Argentina nicht allein alle großherzigen Frauen, sondern geradewegs alle Fürsten in den Schatten stelle.

### Prolog
Aus dem von einem Komödianten vorgetragenen Prolog geht hervor, dass das Stück zu Ehren des Kardinals von Loreno (möglicherweise Jean de Lorraine-Guise) aufgeführt werden soll. Eine besondere Ehrung erfährt zudem Ippolito de’ Medici. Allerdings, so stellt sich später heraus, ist der Komödiant wie später in Giordano Brunos Candelaio in Wirklichkeit bloß Ersatz für eine andere Person, die den Prolog und die Zusammenfassung der Handlung hätte vortragen sollen, dies jedoch aus Angst vor Bestrafung nicht getan habe, zumal in der Komödie davon die Rede ist, dass der Herzog einem seiner Hofmänner einen Streich spielt.
Die Erwähnung des Streichs dient dem Komödianten als Vorwand, die Handlung der Komödie zusammenfassend wiederzugeben. Die Handlung sei Folgende: Da sich der Marschall des Herzogs von Mantua den Frauen andauernd verweigert habe, habe der Herzog ihm einen Streich gespielt. Der Streich habe darin bestanden, dass der Marschall in das als tugendhaft geltende Haus eines gewissen Grafen Nicola gezerrt und dort mit einem als Frau verkleideten jungen Mann verheiratet worden sei. Als der Marschall gemerkt habe, dass es sich bei der Braut in Wirklichkeit um einen Mann handelte, sei er höchst erfreut gewesen.
Anschließend erzählt der Komödiant zur Belustigung des Publikums einen Schwank, in dem er sämtliche Rollen spielt, wobei der Schwank die typische Handlung einer Komödie darstellen soll, in der die Rollen dementsprechend wiederum typisch für die Komödie der Zeit sein sollen. Zunächst versetzt der Komödiant sich in die Rolle des Apothekers bzw. des Pedanten, der dem Publikum in umständlichen, Petrarcas Dichtung entlehnten Worten die Handlung zusammenfasst. Daraufhin erzählt der Komödienschauspieler, dass er, wenn er eine Kupplerin wäre, zu einer Frau, deren Mann sich gerade nicht im Haus befinde, ginge und ihre Schönheit über den Klee lobte, um diese zu erweichen. Dem Lob soll die Nachricht folgen, dass ein Mann sich unsterblich in die Frau verliebt habe, dessen Liebesbrief der Komödiant in der Rolle der Kupplerin der Frau aushändigen würde. Doch sollte er als Kupplerin vom Ehemann ertappt werden, fände er unzählige Ausreden.
Nun übernimmt der Komödiant die Rolle der Frau, die von der Kupplerin angesprochen wurde. Als Frau beschimpfte er die Kupplerin (als eine zumindest dem Schein nach tugendhafte Frau) und jagte sie in die Flucht. Den Brief, den die Kupplerin ihr überreicht habe, zerrisse er und träte ihn mit Füßen. Wenn die Kupplerin fortgegangen sei, höbe er den Brief wieder auf und setzte ihn wieder zusammen. Daraufhin reizte und neckte er als Frau seinen Liebhaber vom Balkon aus in der Art und Weise, dass dieser ihm nicht widerstehen könne. Selbst wenn er (nach wie vor als Frau) von seinem Manne mit seinem Liebhaber erwischt würde, fände er in jeder Situation eine Ausrede.
Eine weitere Rolle, die er zu spielen gedenkt, ist die des rührseligen Geliebten der Frau, der für seine Liebe die schönsten Worte (aus Petrarcas Liebesdichtung) findet. Er ließe sich von einem Pagen begleiten, der ihm immer wieder die Samtschuhe sauber machte. Auf seiner Mütze sei ein Bilderrätsel abgebildet, welches bedeute, dass er der Liebhaber feiner Herzen sei. Auch den eifersüchtigen Ehemann möchte der Komödiant spielen, der seine Frau, selbst wenn sie zur Toilette geht, einschließt und sie nicht auf Feste und sonstige Vergnügungen gehen lässt. Weitere Personen, die der Komödiant in der prototypischen Komödie spielen möchte, die jedoch mit der vorgenannten Handlung nicht direkt im Zusammenhang stehen, d. h. quasi als Statisten fungieren, sind der Bramarbasierer, d. h. der eigentlich feige Heeresführer, der in Friedenszeiten seinen Mitmenschen durch sein martialisches Auftreten Angst einjagt; der Parasit, ein Schmeichler und Speichellecker, der sich diesem nach spätestens einer Woche unentbehrlich gemacht hat; und schließlich der Begleiter des Bramarbas, der sich wehmütig der guten alten Zeiten erinnert. Den Herrn jedoch könne er niemals glaubwürdig spielen, da er weder ausreichend Verstand noch genügend Umsicht für diese Rolle besitze. Allerdings formuliert der Komödiant diese Aussage einer Art und Weise, in der die Vorzüge und Tugenden des Fürsten auch als unerreichbare Dumm- und Plumpheit verstanden kann. Schließlich geht der Komödiant ab, da nun Giannicco – ein Dieb und Naschmaul, so der Komödiant – die Bühne betritt.

### Erster Akt
Giannicco erzählt seinem Herrn, dem Marescalco, der Fürst habe verfügt, er solle eine Frau heiraten, der Marescalco glaubt ihm aber nicht. Als Jacopo die Verfügung bestätigt, ist der Marescalco wenig erfreut. Jacopo berichtet Ambrogio von der mürrischen Reaktion des Marescalcos auf die Ehepläne. Beide verabreden sich im zum Haus des Grafen, wo die Hochzeit stattfinden soll. Giannicco erzählt auch der Amme des Marescalco von der mürrischen Reaktion seines Herrn. Als die Amme dem Marescalco begegnet, erzählt sie ihm von einem Traum, den sie auf den Marescalco bezieht. Der Marescalco hält die Heiratsidee weiterhin für einen schlechten Scherz des Fürsten. Die Amme versucht, ihm das Eheleben schmackhaft zu machen und zählt ihm die Freuden der Ehe auf, kann den Marescalco jedoch nicht überzeugen.
Giannicco kommt hinzu und wird vom Marescalco im Beisein der Amme wegen der Nachricht von der Hochzeit gezüchtigt.
Im folgenden Monolog  bereut der Marescalco, seinen Beruf als Ladenbesitzer aufgegeben zu haben, um an den Hof zu gehen. Er trifft den Pedanten, der ihn belehrt, dass der Marescalco wie alle Menschen von Gott geschaffen wurden, um sich zu vermehren. Giannicco unterbricht das Gespräch der beiden, weil die Pferde im Stall wild geworden sind, und der Marescalco geht ab, um sich um die Pferde zu kümmern. Giannicco und der Pedant unterhalten sich indessen über die Sprödigkeit des Marescalco. Giannicco verabredet sich mit dem Pedanten für einen späteren Zeitpunkt.

### Zweiter Akt
Giannicco trifft den Pagen des Marescalco. Dieser möchte jemandem einen Streich spielen. Giannicco empfiehlt ihm den Pedanten. Während Giannicco diesen in Schach hält, soll der Page an den Hintern des Pedanten Papier heften, das später angezündet werden soll. Giannicco unterhält sich daraufhin mit dem Pedanten. Der Page kann offenbar seinen Streich mit dem Pedanten durchführen. Als der Pedant den Streich bemerkt, möchte er diesen beim Fürsten anzeigen. Giannicco versucht den Pagen beim Pedanten zu entschuldigen. Der Pedant geht schließlich zum Unterricht, den er nun halten muss, während Giannicco den Stallknecht des Marescalco erblickt und sich davon macht. Der Stallknecht soll den Marescalco im Namen des Fürsten zwecks der Hochzeit abholen. Beide machen sich zum Fürsten auf. Giannicco und die Amme unterhalten sich indessen über die Hochzeit. Sie betreten das Haus der Amme, um sich dort mit dem Sohn der Amme zu treffen. Ambrogio und der Marescalco unterhalten sich indessen über die Hochzeit. Beide halten nicht viel von Frauen. Ambrogio deutet im Gespräch an, dass er von seiner Frau betrogen wird. Abgesehen davon scheint das Leben mit seiner Frau für ihn die Hölle auf Erden zu sein, ja, Frauen überhaupt scheinen ihm das Schlimmste auf der Welt zu sein. Im Gespräch erfahren die Zuschauer zudem, dass es sich bei dem Fürsten um den Herzog von Mantua handelt. Ambrogio geht ab. Der Marescalco begegnet daraufhin seiner Amme und Giannicco. Da der Marescalco weiterhin über die bevorstehende Hochzeit todunglücklich ist, schlägt ihm die Amme vor, mittels eines Zaubers den Fürsten davon abzuhalten, weiter an die Hochzeit zu denken. Ein Cavaliere und ein Conte unterhalten sich indessen über die ablehnende Haltung des Marescalco gegenüber der Hochzeit. Sie können nicht verstehen, warum der Marescalco die ihm auserlesene Frau nicht heiraten möchte. Offensichtlich ist alles, was sie sagen, ironisch gemeint bzw. doppeldeutig, da es sich bei der Hochzeit in Wirklichkeit um einen Streich handelt. Sie erblicken Giannicco und fragen diesen nach dem Marescalco. Giannicco erzählt den beiden vom Unmut des Marescalco und dass er dem Marescalco angesichts dessen Haltung vorgeschlagen habe, die ihm auserlesene Frau doch noch zu ehelichen, da diese junge Männer anziehen würde, mit denen sich der Marescalco vergnügen könne, während Giannicco sich an der Frau des Marescalco gütlich tun könne. Über diesen Vorschlag sei der Marescalco allerdings äußerst erbost gewesen. Giannicco geht ab. Indessen treffen der Conte und der Cavaliere auf den Marescalco. Sie sehen am Marescalco selbst, dass er über seine Situation unglücklich ist. Nachdem die beiden abgegangen sind, kommt die Amme, die dem Marescalco zuvor den Zauber versprochen hatte, aus ihrem Versteck hervor. Um den Zauber wirksam werden zu lassen, soll der Marescalco ein Kreuz auf der Erde ziehen, den Fürsten mit einem magischen Pulver bestreuen und diesem einen Zauberspruch ins Ohr flüstern. Der Marescalco kann sich den Zauberspruch jedoch nicht merken. Die Amme geht daraufhin ab. Statt ihrer kommt der Pedant des Wegs. Er kehrt vom Unterricht heim und ärgert sich über seine Schüler: Diese haben ihm einen Streich gespielt und ihm eine an seinen Hintern befestigte Papierschlange angezündet. Er weiß, dass der Page für diesen Streich verantwortlich ist.

### Dritter Akt
Giannicco begegnet einem jüdischen Händler und erzählt diesem, dass er Schmuck für die Braut Frau seines Herrn brauche. Er rät ihm, er werde ein gutes Geschäft machen, wenn er sich direkt zum Marescalco begebe und diesem seine Ware anbiete, er solle im allerdings nicht verraten, dass er, Giannicco, ihn zu seinem Herrn geführt habe. Der Händler klopft an die Tür des Marescalco und Giannicco beobachtet aus einem Versteck die Szene. Da nun auch schon der Jude über seine bevorstehende Hochzeit spricht, glaubt sich der Marescalco auch von der jüdischen Gemeinde der Stadt verhöhnt. Der Marescalco klagt, dass er den Juden nicht züchtigen dürfe, da dies die Gesetze verbieten. Schließlich erzählt ihm der Jude, dass er von Giannicco zum Verkauf seiner Ware angestiftet worden ist. Giannicco versucht sich herauszureden und wird zu seinem Glück von einem Stallknecht entlastet, der den Marescalco davon in Kenntnis setzt, dass der Fürst nach einem Juwelier verlangt hat.
Der Marescalco vermutet nun, dass die Suche des Fürsten nach einem Juwelier mit seiner bevorstehenden Hochzeit im Zusammenhang steht. Giannicco soll in Erfahrung bringen, was es mit dem Besuch des Juweliers beim Fürsten auf sich hat.
Der Stallknecht, der Juwelier, Giannicco und der Marescalco machen sich auf den Weg zum Schlosse. Unterwegs zeigt der Juwelier dem Stallknecht eine Schatulle mit Schmuck und Edelsteinen. Es ist u. a. von einer Halskette die Rede, die der König von Frankreich Pietro Aretino als Geschenk nach Venedig geschickt habe. Der Reitknecht und der Juwelier werden beim Fürsten von Ambrogio empfangen, der sich darüber beschwert, dass sich beide für ihr Kommen viel Zeit gelassen haben. Ambrogio spricht über das Leben am Hofe, das in seinem Monolog alles andere als gut wegkommt. Als Jacopo vorbeikommt, erzählt Ambrogio diesem, dass es sich bei der Hochzeit des Marescalco um einen Streich handelt. Am Ende des Gesprächs suchen beide das Weite, um nicht vom herannahenden Pedanten aufgehalten zu werden. Der Pedant gibt in einem Selbstgespräch preis, dass er bei der Hochzeit des Marescalco die Rede halten soll. Der Page, der ihm einen Streich gespielt hat, kommt ihm entgegen. Beide werden handgreiflich und gehen im Streite auseinander.

### Vierter Akt
Giannicco, der im Auftrag des Marescalco herausfinden sollte, warum der Fürst den Juwelier zu sich gerufen hatte, lässt auf sich warten. In der Zwischenzeit lässt der Marescalco seinen Ressentiments gegenüber Frauen in einem Monolog freien Lauf. Giannicco kommt schließlich herbei. Er bestätigt die Befürchtung des Marescalco: Der Fürst hat den Juwelier zu sich gerufen, um Schmuck für die Hochzeit einzukaufen. Vom Conte erfährt der Marescalco, dass die Hochzeit um zwei Uhr im Hause wohl eines anderen Conte stattfinden soll. Der Conte und der Cavaliere versuchen dem Marescalco vor Augen zu führen, welch großen Gefallen der Fürst diesem tue und wie dankbar der Marescalco für die Hochzeit eigentlich sein müsste. Andererseits machen sie ihm gegenüber deutlich, dass die Güte des Fürsten ihre Grenzen habe und der Fürst am Ende all das, was er eingesteckt hatte, sollte das Fass überlaufen, wieder austeilen werde. Der Marescalco bleibt jedoch hart. Daraufhin gehen der Cavaliere und der Conte ab, um dies dem Fürsten zu melden. Der Pedante kommt zufällig vorbei und erzählt dem Marescalco, dass er damit beauftragt wurde, die Hochzeitsrede zu halten. Der durch die Mahnungen des Conte und des Cavaliere eingeschüchterte Marescalco, weiß inzwischen nicht, ob er weiterhin hart bleiben oder nachgeben soll. In einem Gespräch zwischen Jacopo, Giannicco, dem Marescalco und dem Pedanten philosophiert Jacopo über die Sünde des Unverheiratetseins und der Kinderlosigkeit und erzählt von den Freuden seiner Ehe und seines Familienlebens. Der Marescalco tut die Erlebnisse Jacopos mit seiner Frau als Einzelfall ab. Die des ständigen Genörgel des Marescalco überdrüssigen Jacopo und Pedant gehen ab. Da der inzwischen hinzugekommene Giannicco sich aufgrund der Hochzeit über seinen Herrn weiterhin lustig macht, bezieht er von diesem erneut Prügel. Die Amme, die inzwischen hinzugekommen ist, versucht ihm Einhalt zu gebieten. Aber auch sie jagt der Marescalco davon. Nun, da er alle Menschen aus seinem Umfeld fortgejagt hat, versucht er sich verzweifelt einzureden, dass selbst der Fürst ihm nur über seine Leiche wird befehlen können, gegen seinen Willen zu heiraten. Der Stallknecht kommt nun des Weges. Da er dem Marescalco weiterhin mit der bevorstehenden Hochzeit belästigt, flüchtet sich der Marescalco in sein Haus, um seine Ruhe zu haben. Im darauf folgenden Monolog des Stallmeisters wird deutlich, dass er ein Komplize im Streich des Fürsten ist, da durch diesen mit der oben genannten Belästigung beauftragt worden ist.

### Fünfter Akt

#### Szene 1–3
Jacopo versucht dem Marescalco die Hochzeit schmackhaft zu machen, indem er ihm seinen Sohn vorstellt, die Stütze seines Alters. Doch auch bezüglich der Loyalität der Kinder ist der Marescalco skeptisch. Der Conte und der Cavaliere, die hinzugekommen sind, versuchen ihrerseits, dem Marescalco die Hochzeit schmackhaft zu machen, indem sie ihm erzählen, dass der Fürst die Absicht hege, ihn nach der Hochzeit zum Ritter zu befördern. Auch diese Aussicht beeindruckt den Marscalco nicht, da Hofmänner seiner Erfahrung gemäß nicht ohne Hintergedanken zu Rittern ernannt würden, denn als Ritter müssten sie dem Fürsten besondere Dienste leisten. Auch dass die ihm zugewiesene Frau liest, spricht aus seiner Sicht nicht für diese. Es folgt eine Rede für und wider die Frauen im Allgemeinen. Der Marescalco verrät, das ihm Ambrogio von der Hochzeit abgeraten hatte. Am Ende des Gesprächs macht der Conte kurzen Prozess. Er verfügt, dass der Marescalco am Abend die Frau der Wahl des Fürsten eheliche. Der Pedant kommt zu den restlichen Personen hinzu. Er versucht, dem Marescalco die Hochzeit schmackhaft zu machen, indem er auflistet, welchen berühmten Persönlichkeiten der Gegenwart der Sohn des Marescalco ähnlich sein werde. Da sich der Conte, der Cavaliere und Jacopo über den Pedanten lustig machen, folgt nun ein Katalog berühmter Personen, die der Pedant seine Freunde und Bekannten nennt, um seine Autorität gegenüber seinen Gesprächspartnern zu verteidigen. Auf diesen Katalog folgt wiederum eine Liste berühmter Maler und Architekten, deren Leistungen der zukünftige Sohn des Marescalco gleichkommen soll. Anschließend werden die Tugenden der Braut des Marescalco mit denen anderer berühmter Frauen der Zeitgeschichte und Gegenwart verglichen. Dasselbe geschieht mit der zukünftigen Tochter des Marescalco und dessen Braut. Der Marescalco erwidert, dass seine Kinder ihm auch missraten könnten. Alle fünf begeben sich in das Haus des Marescalco.

#### Szene 4–7
Von einer alten Frau erfahren wir, dass der Fürst seinen Untertanen oder zumindest einigen unter ihnen einen Streich spielen möchte, indem er behauptet, dass er dem Marescalco eine Frau zur Ehe auserlesen hat. In Wirklichkeit handelt es sich bei der Braut um einen Mann namens Carlo da Fano. Die ebenfalls in dieser Szene anwesende „Braut“ ist ob dieses lustigen Einfalls überaus amüsiert. Die Alte und eine Matrone unterweisen Carlo in seiner Rolle als Braut. Die „Braut“ soll dem Marescalco am Ende der Ehezeremonie einen Zungenkuss geben. Sie begeben sich anschließend in das Haus des Conte um auf den Bräutigam zu warten. Nachdem der Conte, der Cavaliere und Jacopo den Marescalco eingeschüchtert haben, betreten sie gemeinsam mit dem Pedanten ebenfalls das Haus des Conte. Ambrogio ist indessen damit beschäftigt, einen gewissen Phebus zu seinem Hass gegenüber Frauen zu bekehren. Von Giannicco, der zu den beiden hinzugekommen ist, erfährt Ambrogio, dass er mit seinem Herrn Frieden geschlossen hat. Auch die Amme, die auch plötzlich da ist und die dem Marescalco wegen seiner heftigen Ausfälle ihr gegenüber, diesem eigentlich den Rücken kehren müsste, hofft auf eine Versöhnung durch die Hochzeit. Alle vier betreten das Haus des Conte.

#### Szene 8–12
Der Stallknecht hat den Marescalco erfolglos überall gesucht. Nun soll er dem Conte im Auftrag des Fürsten den Befehl weiterleiten, dass er der Braut den Ehering aushändigen möge. Als der Stallknecht das Haus des Conte betreten möchte, wird er von der Magd desselbigen empfangen, Diese scheint die Geliebte des Stallknechts zu sein. Er leitet den Befehl an sie weiter. Beide verabreden sich für neun Uhr. Sie erinnert ihn immerfort an die Uhrzeit, während er sie mit Komplimenten überhäuft. Der Stallknecht hat jedoch nicht die geringste Absicht, sich am verabredeten Ort einzufinden. Fast alle vorgenannten Personen befinden indessen sich im Haus des Conte. Der Marescalco wartet auf die Braut. Als diese schließlich auf ihn zuschreitet, fällt er ihn Ohnmacht. Er wird von den ihn umgebenden Menschen wieder aufgepäppelt, die Braut wird zum wieder zu sich gekommenen Marescalco geführt und der Pedante hält schließlich die Hochzeitsrede. Die Genesis hält in seiner Rede als Begründung für die Hochzeit des Martescalco und seiner Braut her. Bei der Rede erfahren die Zuschauer, dass der Fürst des Hofes Federico heißt. Als alle Formalitäten erledigt sind, küsst die „Braut“, d. h. Carlo da Fano den Marescalco auf den Mund. Dieser wähnt sich ob dieser Geste der Braut schon als zukünftiger Hahnrei. Nach dem Kuss nimmt er ihr den Schleier ab. Er merkt, dass es sich bei der Braut um Carlo, einen Pagen des Fürsten, handelt. Einige der Anwesenden sind überrascht und lachen. Die Amme beklagt, dass der Marescalco darüber glücklich sei, dass es sich bei der Braut nicht um eine Frau handele. Der Stallknecht ruft alle Anwesenden zum Abendessen ins Haus des Conte, da die Hochzeit wohl vor dem Haus oder auf dem Hof desselbigen stattgefunden hatte. Am Ende trägt Giannicco dem Pedanten auf, die Tischgesellschaft mit misogynen Phantasien zu belustigen. Der Pedant wendet sich daraufhin an die Zuschauer und verkündet gegenüber diesen, dass er der Gesellschaft in dem Maße von einer Hochzeit abraten müsse, in welchem er während der Hochzeit dazu habe raten müssen. Er erklärt den Zuschauern, dass er beabsichtigt habe, eine Komödie zu schreiben, in der die Abenteuer des Marescalco sowie vier Diskussionen vorkommen. Die erste solle vom Glück des Unverheiratetseins handeln, die zweite vom Unglück derer, dessen Frau einfach nicht zu sterben gedenkt; die dritte von der Last, die auf der Schulter derjenigen ruhe, die eine Frau heiraten müssten und die vierte von der Glückseligkeit derjenigen, die keine Ehefrau hätten, keine haben wollten und nie eine hatten. Dem Pedanten ist in der Zwischenzeit entfallen, was er den Zuschauern außerdem sagen wollte. Er besinnt sich und verabschiedet sich mit der in der altrömischen und Renaissance-Komödie üblichen Schlussformel „Valete et plaudite“. (= Lebt wohl und klatscht Beifall!)

## Personen
- Istrione (Komödiant)
- Giannicco, Bursche
- Marescalco (Marschall), Herr
- Messer Jacopo (Herr Jacopo)
- Ambrogio
- Balia del Marescalco (Amme des Marescalco)
- Pedante (Schulmeister)
- Paggio del Cavaliere (Page des Ritters)
- Staffiere del Duca (Reitknecht des Herzogs)
- Conte (Graf)
- Cavaliere (Ritter)
- Giudeo (Jude)
- Gioielliere (Juwelier)
- Figliuolo di Messer Jacopo (Sohn des Messer Jacopo)
- Vecchia (alte Frau)
- Carlo vestito da Sposa (als Braut verkleideter Carlo)
- Matrona (Matrone)
- Gentildonna (Edelfrau)
- Messer Phebus (Herr Phebus)
- Fantesca del Conte (Magd des Grafen)
- Staffiere del Conte (Reitknecht des Grafen)

## Weitere Informationen
- Wie auch in Aretinos erster Komödie La Cortigiana (1525) (vgl. vierter Akt, Szene 15 und 16) ist in Il Marescalco (vgl. dritter Akt, Szene 1 und 2) ein Jude Gegenstand des Hohns und des Spotts und wird gegenüber dem Publikum verächtlich gemacht.
- Der Marescalco kann sich den Zauberspruch nicht richtig merken, den ihm seine Amme beigebracht hat, um den Fürsten von der ungeliebten Hochzeit abzulenken (vgl. zweiter Akt, Szene 10) – wie auch Calandro nicht, als er in Bibbienas La Calandria (1513) in mehrere Stücke geteilt werden soll, ohne dadurch Schaden zu erleiden, um in die für ihn vorgesehene Truhe zu passen, in der er heimlich zu seiner Angebeteten gebracht werden soll (vgl. zweiter Akt, Szene 6).
- Die Szene, in der der Pedant versucht, dem Marescalco die Hochzeit schmackhaft zu machen, indem er auflistet, welchen berühmten Persönlichkeiten der Gegenwart der Sohn des Marescalco ähnlich sein werde (vgl. fünfter Akt, Szene 3), kann als Parodie auf die Personenkataloge des Orlando Furioso von Ludovico Ariosto verstanden werden. In Ariostos Epos die Funktion der Kataloge der der Komödie diametral entgegengesetzt: die sagenumwobenen Gestalten des Orlando furioso werden den Estes, d. h. den Förderern Ludovico Ariostos als Vorfahren angedichtet (vgl. dritter Gesang, Strophe 23–49).
- Die Liebesbeziehung zwischen dem Stallknecht und der Magd des Conte (vgl. fünfter Akt, Szene 9) erinnert an die Liebesbeziehung zwischen der Dienerin Samia und dem Diener Lusco in La Calandria (vgl. dritter Akt, Szene 8 und 10).
- Am Prolog wird deutlich, dass Aretino Petrarkismus mit Pedantentum gleichsetzt.[2]

## Literarische Einflüsse

### Römische Literatur
- Die Tatsache, dass eine Braut durch einen jungen Mann ersetzt wird, erinnert an Plautus’ Casina.[2]

### Italienische Literatur
- Als weitere Inspirationsquelle Aretinos dürfte, was den ausgeprägt misogynen Züge von Il Marescalco angeht, Boccaccios Corbaccio, aber auch das Volksbuch Farsa contro il tôr moglie gedient haben. In Letzterer redet ein alter Mann einem Jugendlichen die Lust am heiraten aus.[3]
- Francesco Belos Protagonist in der Komödie Il Pedante (1529) könnten als Vorbild für Aretinos Pedanten in Il Marescalco gedient haben. Da es zur Zeit Aretinos auf die Appenninhalbinsel nur so vor pedantischen Gelehrten wimmelte, ist es allerdings wahrscheinlicher, dass diese Person aus der Realität gegriffen ist. Insbesondere ein Gelehrter, Giambattista Pio, dürfte dem Pedanten als Vorbild gedient haben.[4]
- Ambrogios misogyne Auslassungen erinnern an Plautus’ Mostellaria und u. a. an Ariostos La Cassaria (1508).[5]

## Rezeption
Aretinos Komödie bildet die Grundlage für das Libretto der Oper Il Marescalco von Gian Francesco Malipiero, 1960 uraufgeführt im Teatro communale in Treviso.

### Textausgaben
- Pietro Aretino: Il Marescalco. In: ders: Tutte le commedie. Mursia, Mailand 1968.
- Pietro Aretino: The Marescalco = Il Marescalco. Dovehouse Ed. Canada, Ottawa 1986, ISBN 0-919473-57-1 (Übersetzung, Einleitung und Anmerkungen von Leonard G. Sbrocchi und J. Douglas Campbell).
- Quattro Commedie del Divino Pietro Aretino.: Il Marescalco; La Cortigiana; La Talanta; L'Hipocrito. Novellamente Ritornate, Per Mezzo Della Stampa, a Luce, a Richiesta de Conoscitori del Lor Valore. Nabu Press, 2010, ISBN 978-1-149-52383-4.
- Pietro Aretino: Der Stallmeister. herausgegeben und übersetzt von Michael Rumpf. Manutius Verlag, Heidelberg 2021, ISBN 978-3-944512-34-1.